# Verbena rydbergii
Verbena rydbergii är en verbenaväxtart som beskrevs av Harold Norman Moldenke. Verbena rydbergii ingår i släktet verbenor, och familjen verbenaväxter. Inga underarter finns listade i Catalogue of Life.